# Castello di Tenby
Il castello di Tenby (in inglese: Tenby Castle) è una fortezza in rovina (di cui rimane solo una piccola torre e poco più) della cittadina gallese di Tenby, nel Pembrokeshire (Galles sud-occidentale), costruita nel XII secolo dai Normanni.

## Descrizione
Le rovine del castello di Tenby si trovano in cima al Castle Hill, una collina che dà sul mare.
Le rovine del castello ospitano, il Tenby Museum & Art Gallery, un museo dedicato alla storia marittima e sociale della città.

## Storia
Il castello di Tenby fu costruito dai Normanni nel XII secolo durante l'invasione del Galles occidentale.
L'edificio è menzionato in alcuni annali del 1153, in cui si dice che fu attaccato dai principi gallesi.
Il castello cadde nuovamente in possesso dei Galles nel 1187 e quindi nel 1260, quando il principe gallese Llewelly saccheggiò la città.